# Kanadyjski Komitet Olimpijski

Logo Kanadyjskiego Komitetu Olimpijskiego

Kanadyjski Komitet Olimpijski (ang. Canadian Olympic Committee, fr. Comité olympique canadien), COC - organizacja sportowa koordynująca kanadyjskie organizacje sportowe, funkcjonująca jako Narodowy Komitet Olimpijski Kanady, współpracująca z  Kanadyjskim Komitetem Paraolimpijskim. Siedziba Komitetu znajduje się w Toronto.
Komitet założono w 1904 roku, a trzy lata później stał się on członkiem MKOl. Organizacja reprezentuje kanadyjskich sportowców także podczas igrzysk panamerykańskich.
Struktura władz Komitetu jest trzystopniowa. Dzieli się ona na: Komitet Wykonawczy, Komisję Dyrektorów i Zjazd Generalny. Aktualnie we władzach Komitetu zasiada 464 członków, a jego przewodniczącą jest Tricia Smith.
Kanadyjski Komitet Olimpijski organizował igrzyska olimpijskie trzykrotnie: 
- Letnie Igrzyska Olimpijskie 1976 w Montrealu
- Zimowe Igrzyska Olimpijskie 1988 w Calgary
- Zimowe Igrzyska Olimpijskie 2010 w Vancouver

oraz igrzyska panamerykańskie, także trzykrotnie:
- Igrzyska Panamerykańskie 1967 w Winnipeg
- Igrzyska Panamerykańskie 1999 w Winnipeg
- Igrzyska Panamerykańskie 2015 w Toronto

29 maja 2009 roku, Kanadyjski i Barbadoski Komitet Olimpijski podpisały Memorandum o współpracy. Mowa w nim o wspólnym działaniu na rzecz rozwoju kultury sportu wśród kanadyjskich i barbadoskich sportowców i trenerów.